# Nallachius ovalis
Nallachius ovalis är en insektsart som beskrevs av Adams 1970. Nallachius ovalis ingår i släktet Nallachius och familjen Dilaridae. Inga underarter finns listade i Catalogue of Life.